# TILA App
TILA App es una aplicación móvil especializada en bienestar y atención plena para ayudar a las personas a lidiar con problemas de ansiedad, estrés, insomnio e irritabilidad. Fue fundada en mayo de 2021 por Christian Rojas. Ha hecho colaboraciones con UNICEF y también está en el Directorio de Mindful.

## Antecedentes e investigación
TILA App fue fundada en el año 2020 por expertos de salud mental en México. En respuesta a un aumento en el bienestar y los problemas de salud mental durante la pandemia mundial de COVID-19. TILA tiene los derechos de autor de todo su contenido.
La aplicación fue desarrollada para hacer frente al aumento de la ansiedad, el estrés, la depresión y el insomnio en la población causado por la pandemia de COVID-19. La Asociación Mundial de Medicina del Sueño (WASM) ha señalado que los problemas del sueño son una epidemia mundial que amenaza la salud y la calidad de vida de más del 45% de la población mundial, y esta situación se ha agravado con la pandemia de la COVID-19.
La Universidad Nacional Autónoma de México (UNAM), a través de la Clínica de Trastornos del Sueño de la Facultad de Medicina, investigó, entre el 4 de abril y el 22 de junio de 2020, a más de 5,000 personas en 27 países de América Latina para encontrar cambios en el sueño de las personas durante la pandemia. Los hallazgos mostraron que las personas cambiaron sus ciclos de sueño al acostarse y levantarse más tarde, reduciendo la sincronización del sueño nocturno y la vigilia diurna, y aumentando el tiempo que pasan en la cama haciendo otras actividades. Además, hubo una reducción significativa en el tiempo para realizar actividades físicas, lo que afecta la calidad del sueño y aumenta las posibilidades de pesadillas y parálisis del sueño, empeorando la ansiedad.

## Productos
Se enfoca en tres aspectos para mejorar la salud en general: meditación, buen sueño y relajación. El contenido se divide en programas que alientan a los usuarios a meditar, dormir mejor o relajarse.
A través de TILA, los usuarios acceden a una biblioteca de contenido audiovisual, narraciones de cuentos para dormir, sonidos de la naturaleza, sonidos binaurales, ASMR, meditaciones guiadas y ejercicios cortos de respiración y relajación.
Las meditaciones guiadas y los cuentos para dormir cuentan con historias de diferentes narradores, entre ellos Edgar Vivar, quien acompaña el proceso de bienestar y relajación que ofrece la aplicación móvil.
La aplicación también incluye sonidos que provocan una Respuesta Meridiana Sensorial Autónoma (ASMR), que promueve la sensación de calma, placer, sueño, manejo del estrés y reducción de la frecuencia cardíaca para dormir de manera efectiva. Debido a su frecuencia, los sonidos impactan directamente en la corteza auditiva del cerebro, llegando al nervio auditivo y generando una sensación de tranquilidad, reduciendo el estrés y mejorando áreas clave del cerebro a través de estas frecuencias sonoras.
La aplicación móvil cuenta con planes de suscripción para su contenido. Está disponible en App Store y Google Play en español.

## Asociaciones benéficas
Una de las razones por las que se creó TILA fue para poder ayudar tanto a la salud mental como física de las personas, es por eso que apoyan a CIMA, una de las asociaciones más importantes contra el cáncer de mama, que es una enfermedad que cobra la vida de 44.000 mil mujeres al año.